# 廣瀬杲
廣瀬杲（ひろせ たかし、1924年6月22日 - 2011年12月30日）は、日本の仏教学者（真宗学）。大谷大学名誉教授。同大学学長を歴任。

## 略歴
京都市生まれ。1953年大谷大学文学部真宗学専攻卒業。1960年大谷大学講師、1961年助教授、1965年教授、1980-1986年学長を務め、1990年退職、名誉教授となる。

## 著書
- 『観無量寿経に聞く』教育新潮社 1964
- 『一人の尊厳 広瀬杲集』現代真宗名講話全集 教育新潮社 1971
- 『真宗救済論 宿業と大悲』法蔵館 1977
- 『歎異抄の諸問題』法蔵館 1978
- 『観経疏に学ぶ 玄義分 Ⅰ・Ⅱ』法蔵館 1979-80、新装版 2022
- 『現代の真宗 11　響存するいのち』彌生書房 1980
- 『真宗入門『歎異抄』のこころ』同朋選書 東本願寺出版部 1981
- 『大地に立ちて』東本願寺伝道ブックス 東本願寺出版部 1982
- 『観経疏に学ぶ 序分義』法蔵館 1982
- 『この身あり 保育する母へ』東本願寺伝道ブックス 東本願寺出版部 1982
- 『歎異抄講話』高倉会館法話集 法蔵館 1983
- 『序説顕浄土真実教文類』真宗大谷派宗務所出版部 1985
- 『獲信』春雪叢書 楽運寺淳孝文庫 1986
- 『宗教とは 親鸞聖人の教え』東本願寺伝道ブックス 真宗大谷派宗務所出版部 1987
- 『本尊』真宗生活入門講座 真宗大谷派宗務所出版部 1987
- 『親鸞思想と解放運動』御堂叢書 難波別院 1987
- 『子育て お母さんの仏教』東本願寺伝道ブックス 真宗大谷派宗務所出版部 1987
- 『誕生を祝う 子をもつ親へ』東本願寺伝道ブックス 真宗大谷派宗務所出版部 1988
- 『いのちに背くもの』東別院伝道叢書 真宗大谷派名古屋別院教務部 1990
- 『真宗救済論 宿業と大悲』法蔵館 1992
- 『序説浄土真宗の教学』文栄堂書店 1992
- 『親鸞の宿業観 歎異抄十三条を読む』法蔵館 1993、新装版 2018
- 『遺教』法蔵館 1993
- 『歎異抄講話 高倉会館法話集』全4巻 法蔵館 1994、新装版 2019
- 『続・序説浄土真宗の教学』文栄堂書店 1994
- 『観経四帖疏講義 序分義』法蔵館 1995
- 『観経四帖疏講義 玄義分』法蔵館 1995
- 『観経四帖疏講義 散善義』法蔵館 1995
- 『観経四帖疏講義 定善義』法蔵館 1996
- 『いのちの願い』法藏館 1997
- 『興真宗 観経玄義分試解』真宗大谷派宗務所出版部 1998
- 『罪業深重』東本願寺伝道ブックス 真宗大谷派宗務所出版部 2004
- 『歎異抄の心を語る』方丈堂出版 2004

編著・共著ほか
- 『両眼人 曽我量深・金子大栄書簡』編 春秋社 1982
- 『善導 観経疏』 中央公論社〈大乗仏典 中国・日本篇 第5巻〉1993 - 他に神戸和麿訳注、曇鸞「浄土論註」を収録
- 『観経玄義分試解 本講　無量寿経優婆提舎願生偈註聞記 次講』神戸和麿共著 「安居講義概要」真宗大谷派宗務所出版部 1995

## 論文
- ＜廣瀬杲